# Våtasjö
Våtasjö är en sjö i Herrljunga kommun i Västergötland och ingår i Göta älvs huvudavrinningsområde. Sjön har en area på 0,0801 kvadratkilometer och ligger 230,1 meter över havet. Den 10 kilometer långa vandringsleden Fjällastigen passerar sjön.

## Delavrinningsområde
Våtasjö ingår i det delavrinningsområde (643590-134045) som SMHI kallar för Ovan Vimleån. Medelhöjden är 186 meter över havet och ytan är 84,11 kvadratkilometer. Det finns ett avrinningsområde uppströms, och räknas det in blir den ackumulerade arean 107,76 kvadratkilometer. Nossan som avvattnar avrinningsområdet har biflödesordning 2, vilket innebär att vattnet flödar genom totalt 2 vattendrag innan det når havet efter 203 kilometer. Avrinningsområdet består mestadels av skog (60 %), öppen mark (11 %) och jordbruk (22 %). Avrinningsområdet har 0,21 kvadratkilometer vattenytor vilket ger det en sjöprocent på 0,3 %. Bebyggelsen i området täcker en yta av 1,6 kvadratkilometer eller 2 % av avrinningsområdet.

## Galleri

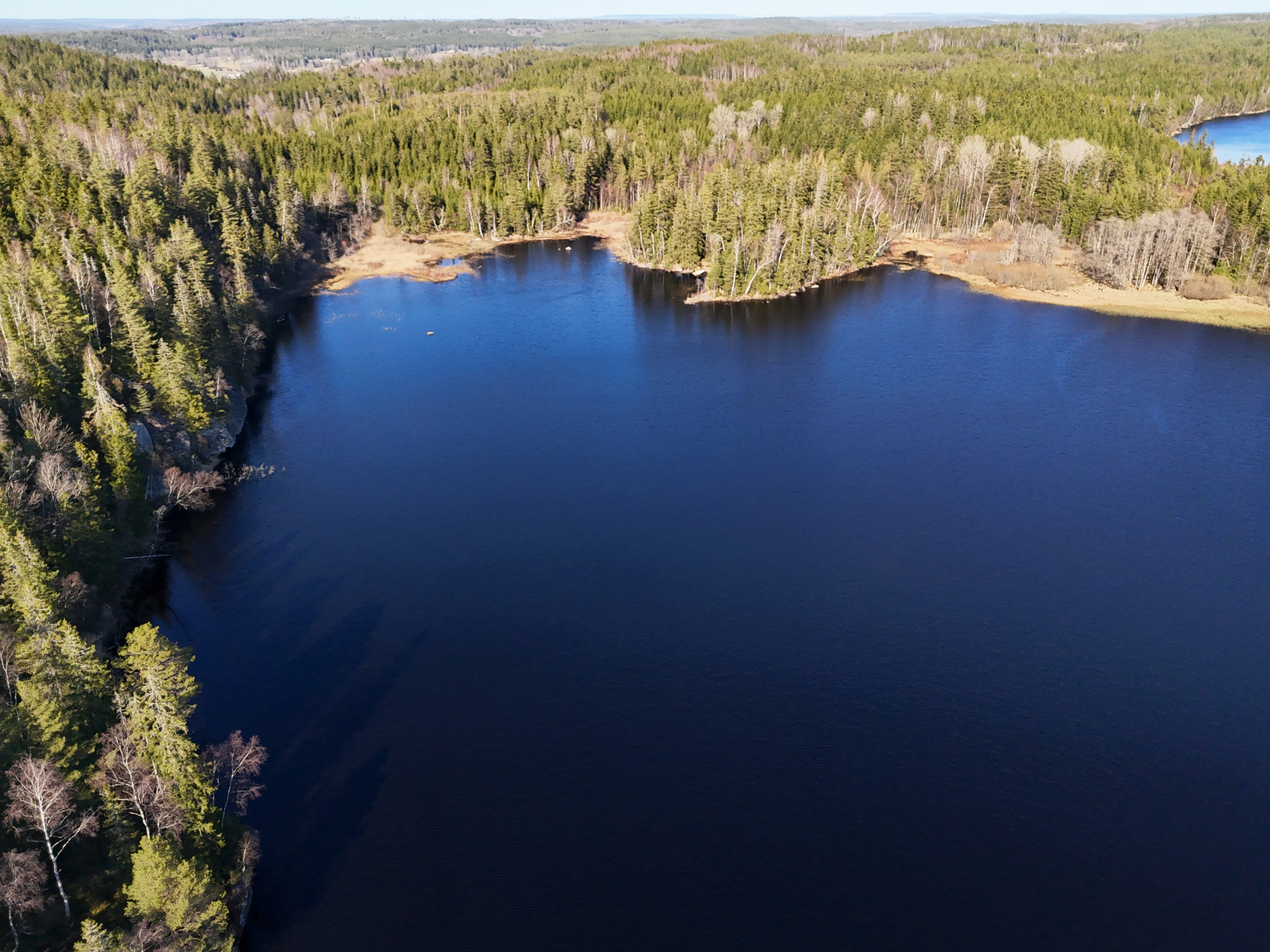
Våtmarken i sjöns norra ände.
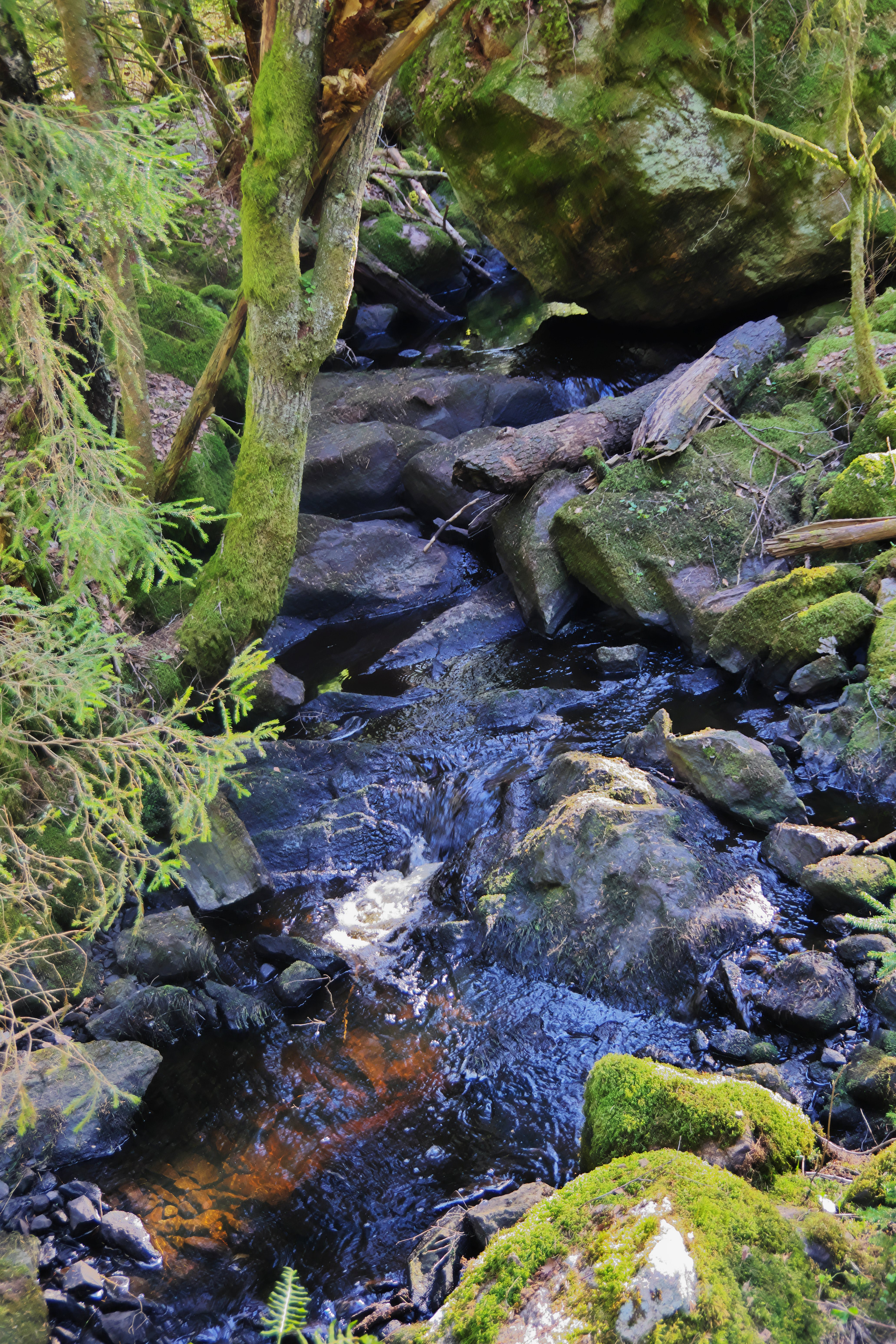
Grisabäcken är Våtasjös utflöde och rinner ut i Nossan.